# Великомихайловка (Синельниковский район)
Великомихайловка (укр. Великомихайлівка) — село,
Великомихайловский сельский совет,
Синельниковский район,
Днепропетровская область,
Украина.
Код КОАТУУ — 1224881001. Население по переписи 2001 года составляло 298 человек.
Является административным центром Великомихайловского сельского совета, в который, кроме того, входят сёла
Заячье,
Киевское,
Кодакское и
Носачи.

## Географическое положение
Село Великомихайловка находится на правом берегу реки Средняя Терса,
ниже по течению на расстоянии в 2 км расположено село Котляровское,
на противоположном берегу — сёла Кодакское и Заячье.
Река в этом месте пересыхает, на ней сделано несколько запруд.

## История
- XVIII век — время основания.

## Объекты социальной сферы
- Школа I—II ст.
- Фельдшерско-акушерский пункт.
- Дом культуры.